# Effet d'opposition

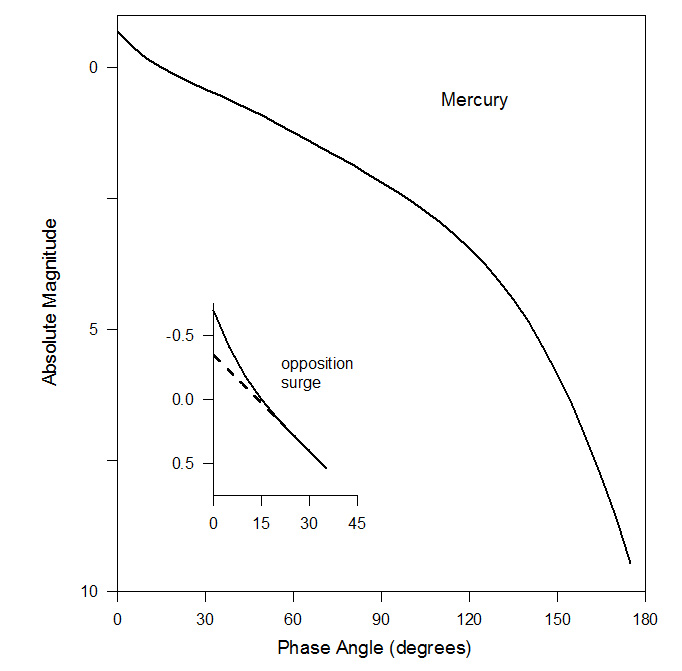
Courbe de lumière de Mercure, montrant l'effet d'opposition.

En astronomie, l’effet d'opposition est la brusque augmentation d'albédo d'un astre lorsqu'il est observé sous un angle de phase proche de 0°, c'est-à-dire lorsqu'il passe près de son point d'opposition au Soleil par rapport à l'observateur. On observe notamment cet effet lors de la pleine lune, qui est plus de douze fois plus lumineuse qu'un quartier de Lune alors même que la surface angulaire éclairée est seulement deux fois plus élevée. Plus généralement, cet effet s'observe sur les astres dépourvus d'atmosphère recouverts d'un régolithe, notamment les astéroïdes (c'est en étudiant (20) Massalia que Thomas Gehrels a découvert cet effet en 1956), ou encore sur les anneaux de Saturne.

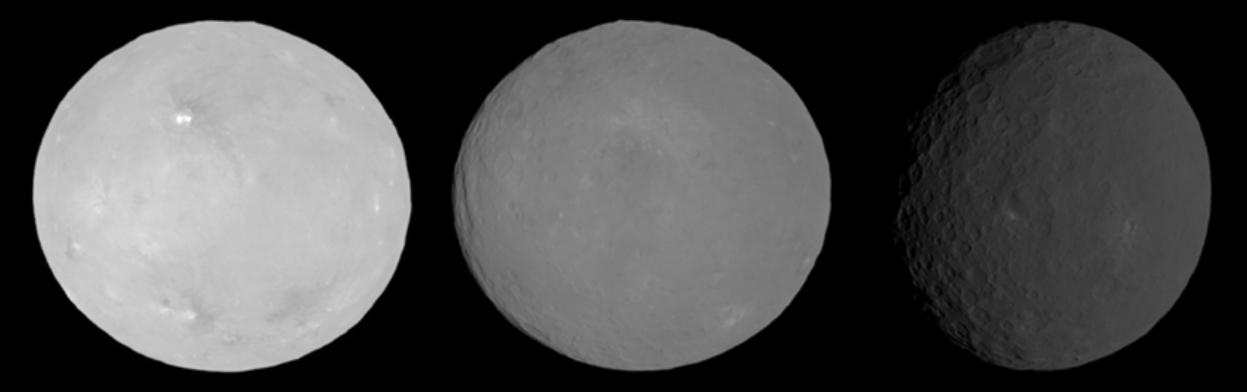
Photos de la planète naine Cérès par la sonde spatiale Dawn à des angles de phase de 0°, 7° et 33°. L'image de gauche, à 0°, montre l'augmentation de luminosité due à l’effet d'opposition.

Ce phénomène s'explique par le fait que les surfaces irrégulières présentent, sous un éclairage rasant (angle de phase voisin de 90°), des zones d'ombre projetée qui réduisent d'autant l'albédo de ces surfaces. Plus ces irrégularités sont petites et plus leur effet se fait sentir sous des angles de phase de plus en plus proches de 0° : à angle de phase nul, toute la surface visible de l'astre est éclairée, tandis que dès qu'on s'écarte de cette configuration, la porosité et la granularité de ces surfaces génèrent des zones d'ombre — de taille souvent imperceptible — qui font rapidement chuter la fraction de surface visible éclairée, d'où un albédo plus faible. Cet effet a été mesuré en 1994 par la sonde Clementine, qui a pu établir que la brillance de la surface de la Lune augmente d'environ 40 % entre 4° et 0° d'angle de phase, cet effet étant plus sensible sur les terrains les plus irréguliers que sur les mers lunaires.
Les anneaux de Saturne présentent un phénomène semblable
en raison de l'ombre portée des particules qui les constituent les unes sur les autres, sauf à angle de phase nul où toute la surface visible des anneaux est éclairée, accroissant significativement leur albédo.